# کیوان علی‌محمدی
کیوان علیمحمدی (زاده ۱۷ شهریور ۱۳۵۱ - تهران) کارگردان و فیلم‌نامه‌نویس اهل ایران است.

## کارگردان
- ۲۸۸۸ (۱۴۰۰)[۱]
- سینما شهر قصه (فیلم) (۱۳۹۷)
- گیلدا (۱۳۹۵)
- ارغوان (۱۳۹۳)
- شبانه‌روز (۱۳۸۷)
- شبانه (۱۳۸۴)

## نویسنده
- گیلدا (۱۳۹۵)
- ارغوان (۱۳۹۳)
- شبانه‌روز (۱۳۸۷)
- شبانه (۱۳۸۴)

## تدوین
- شبانه‌روز (۱۳۸۷)
- ارغوان (۱۳۹۳)
- گیلدا (۱۳۹۵)